# D.E. Shaw & Co

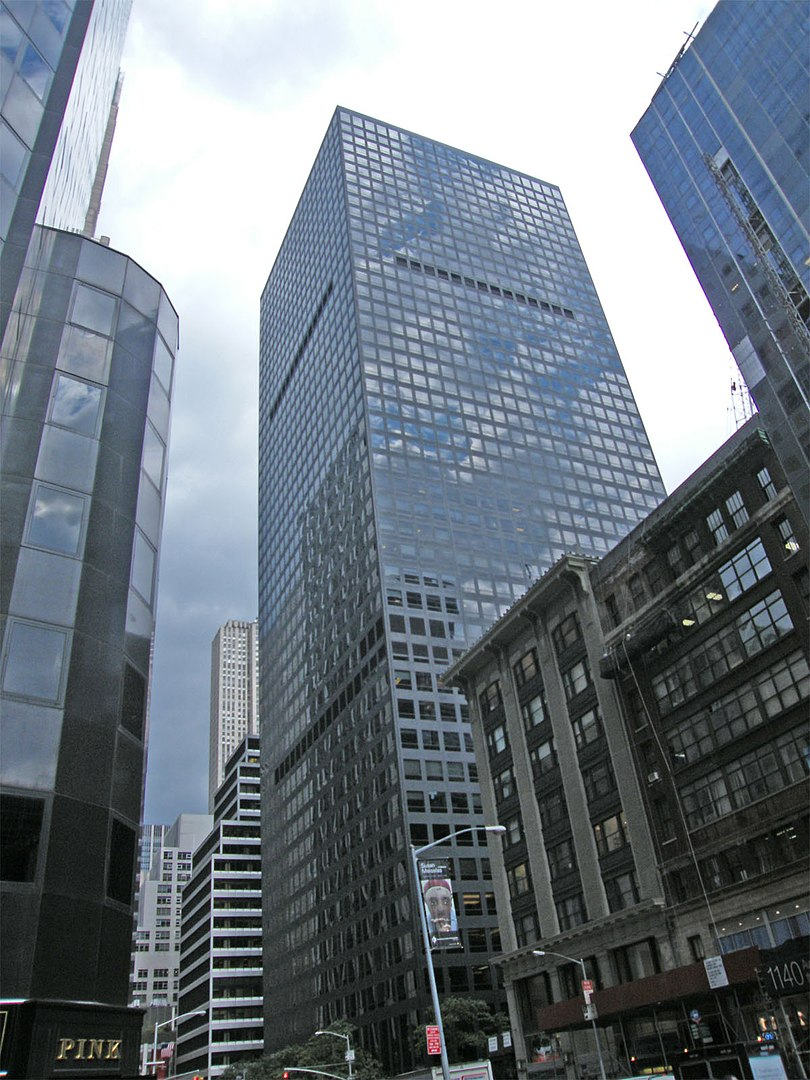
Siège social au 1166 Avenue des Amériques, à New York

D. E. Shaw & Co., L.P. est un fonds d'investissement alternatif basé à New York, aux États-Unis. Fondé en 1988 par David E. Shaw, qui était auparavant un membre du département de sciences informatiques de l'université Columbia, le fonds investit essentiellement dans des entreprises technologiques non-cotées (private equity) ou cotées, dans des laboratoires pharmaceutiques et dans des institutions financières.  

## Historique
Décrit en 1996 par le magazine américain Fortune comme "la force la plus intrigante et mystérieuse de Wall Street" ("the most intriguing and mysterious force on Wall Street", le fonds gérait, en août 2008, près de 40 milliards de dollars faisant de lui un des plus importants hedge funds au monde en termes d'actifs sous gestion. Au 1er octobre 2010, cette somme avait été divisée par deux et D. E. Shaw & Co., L.P. ne gérait plus que 20 milliards de dollars.

## Référence
1. ↑   "Wall Street's King Quant David Shaw's Secret Formulas Pile Up Money.  Now He Wants a Piece of the Net.", 5 février 1996, magazine Fortune
2. ↑  The D. E. Shaw group - Who We Are
3. ↑   "Hedge Fund 100 Ranking"